# Are We There Yet? (serie de televisión)
Are We There Yet? es una serie de comedia de situación estadounidense, estrenada el 2 de junio de 2010 para la cadena TBS. Basada en la película homónima del 2005, gira en torno a una familia con situaciones normales más la adaptación a una nueva familia después de que la madre divorciada se vuelve a casar. Ice Cube, Ali LeRoi, Matt Alvarez, Vince Totino, y Joe Roth son los productores ejecutivos del show.

## Sinopsis
La serie da continuidad a sus dos películas Are We There Yet? y Are We Done Yet?, y se centra en la familia Kingston - Persons de Seattle frente a los desafíos de la vida cotidiana en una nueva familia. Nick Persons (Terry Crews) y Suzanne Kingston-Persons (Essence Atkins) se han casado hace 6 meses, y el exatleta Nick vendió su tienda de deportes y aceptó un empleo en tecnología de la información. Él todavía está tratando de averiguar su papel en la familia y el vínculo con los dos hijos de Suzanne: Lindsay (Teala Dunn), de 14 años de edad, quien siempre está mensajeando en su celular; y Kevin (Coy Stewart), de 12 años de edad, quien siempre suele estar jugando videojuegos o con su mejor amigo Troy. El padre biológico de los niños es el exesposo de Suzanne: Frank Kingston, quien tiene una nueva esposa y un hijo. Suzanne tiene un horario muy agitado como organizadora de fiestas. La madre de Nick (Telma Hopkins) no está feliz con el matrimonio reciente de su hijo o de su nuevo papel de abuela y tiene dificultades para llevarse bien con su nuera. La serie toma su humor de situaciones familiares cotidianas. A pesar de compartir el título y los personajes de la película original, la historia es más similar a la historia de su secuela Are We Done Yet? a diferencia de Are We There Yet?.

## Reparto
- Terry Crews reemplaza a Ice Cube como Nick Persons, esposo de Suzanne y padrastro de Kevin y Lindsay. Iniciando en el matrimonio y la paternidad, Nick es un exatleta que trabajó con tecnología. El único hijo de una excéntrica mamá, posee valores familiares sólidos y una fuerte ética de trabajo. Nick era dueño de una tienda de deportes, pero recientemente le vendió su tienda a su mejor amigo Martin y consiguió un trabajo como reportero de deportes en la cadena KAWT.

- Essence Atkins reemplaza a Nia Long como Suzanne Kingston-Persons, esposa de Nick, madre de Kevin y Lindsay, y hermana de Terrence. Suzanne es una mujer moderna con una carrera y un amor hacia su familia. Como madre recién casada de dos niños, ella está tratando de hacer malabares con la familia y la carrera profesional, al mismo tiempo está tratando de tener un poco de diversión. Suzanne es una planificadora de eventos exitosos, conocida por su ventaja creativa y atención al detalle. Ella también tiene un gran ingenio, y a menudo culpa a Nick por todo lo malo.

- Coy Stewart reemplaza a Philip Daniel Bolden como Kevin Kingston, hijo de Suzanne, hijastro de Nick, y hermano menor de Lindsay. Él es un gran fanático del fútbol y regularmente se encuentra viendo a su jugador favorito en la televisión. Él también tiene un gran interés por la tecnología y las computadoras. Él es más inteligente que sus amigos de 10 años. Kevin es tan precoz como es digno de ser amado. Él también tiene asma, lo cual fue visto en la película del 2005. Kevin realmente quiere ser el centro de atención.

- Teala Dunn reemplaza a Aleisha Allen como Lindsay Kingston, hija de Suzanne, hijastra de Nick, y la hermana mayor de Kevin. A los 14, Lindsay es una típica adolescente, que ama pasar tiempo con sus amigos y está atada al celular. Ella tiene un fuerte vínculo con sus padres y su hermano pequeño, pero ella preferiría pasar el rato con sus amigos en lugar de la familia. Lindsay siempre se mete en problemas y ella y Kevin se culpan el uno al otro.